# Bengal Chess Club
Bengal Chess Club – banglijski klub szachowy z siedzibą w Dhace, mistrz kraju z 2017 roku.

## Historia
Klub powstał w 2017 roku. Pomysłodawcą jego utworzenia był Abul Khair Litu, prezes Bengal Foundation, który chciał uczcić w ten sposób Abdura Razzaka. Klub wykupił Masud Sporting and Chess Club, dzięki czemu tuż przed rozpoczęciem sezonu 2017 został dopuszczony do rozgrywek Premier Division Chess League. Na ligę zakontraktowano m.in. arcymistrzów: Micheila Mczedliszwiliego, Niaza Mursheda i Lukę Paiczadze. W przedostatnim meczu sezonu Bengal Chess Club pokonał 2½:1½ wyżej notowany Saif SC i zdobył tytuł mistrzowski, punkt przed Saif, nie odnosząc żadnej porażki w sezonie. W 2018 roku klub nie przystąpił do rozgrywek ligowych.